# Monumento a Lázaro Cárdenas (Madrid)
La estatua de Lázaro Cárdenas es un monumento conmemorativo ubicado en Madrid. Erigida en el Parque Norte, sirve como homenaje al presidente mexicano Lázaro Cárdenas, destacado por acoger a miles de exiliados republicanos españoles llegados a México escapando de la guerra civil española y la posterior dictadura franquista.

## Historia y descripción
La aprobación de un homenaje en Madrid a Lázaro Cárdenas, el presidente mexicano que acogió a aproximadamente 30 000 exiliados republicanos españoles que huyeron de la guerra civil española y la posterior dictadura franquista, fue una de las primeras decisiones tomadas por la corporación democrática resultante de las elecciones municipales de 1979 Madrid, aprobada en la primera sesión plenaria del Ayuntamiento de Madrid. Los costes de la estructura fueron financiados por el consistorio, mientras la estatua fue financiada mediante suscripción popular entre el colectivo republicano español en México. Aunque la pretensión inicial era simplemente erigir un busto, recabaron tanto dinero que se pudo encargar una estatua de tamaño completo.
El diseño del proyecto fue adjudicado al escultor mexicano Julián Martínez, un exiliado español que llegó a México de joven. Con una altura de 3,5 metros, la estatua de cuerpo completo resultó demasiado grande para su ubicación tentativa en la plaza del Presidente Cárdenas (dedicada en honor de Cárdenas en 1982), por lo que el Ayuntamiento acabó decantándose por una nueva ubicación en el Parque Norte. Fundida en bronce en México, los costes de cara al transporte del monumento a Madrid fueron también financiados por el colectivo republicano español en México. Joaquín Roldán y Santiago Cubero desempeñaron un papel en la erección del monumento como arquitectos.
El monumento fue inaugurado el 16 de noviembre de 1983 durante una ceremonia a la que asistieron Enrique Tierno Galván (alcalde de Madrid), Ramón Aguirre Velázquez (jefe de departamento de México DF), Amalia Solórzano (viuda de Cárdenas), Cuauhtémoc Cárdenas (hijo de Cárdenas), Enrique Barón, Joaquín Leguina y José Federico de Carvajal, entre otros.
Las dos placas que se añadieron inicialmente rezaban «el pueblo de madrid / a lázaro cárdenas / presidente de méxico (de 1934 a 1940)» y «el exilio republicano / español / con honda gratitud / y reconocimiento / a lázaro cárdenas / presidente de méxico».
En octubre de 2005, a raíz de una iniciativa de la Asociación de Descendientes del Exilio Español, se añadió una nueva placa que rezaba «padre de los españoles sin patria y sin derechos, perseguidos por la tiranía y desheredados por el odio», un fragmento de una cita dedicada a Cárdenas por parte de Álvaro de Albornoz en la época en la que este llegó a México como exiliado.